# Freiheit (Unheilig-Lied)
Freiheit ist ein Lied der deutschen Rock-Musikgruppe Unheilig, das als erste und einzige Single aus ihrem vierten Studioalbum Zelluloid ausgekoppelt wurde.
Die Erstveröffentlichung fand am 18. Oktober 2004, auf der Freiheit EP, in Deutschland statt. Physisch ist die Single nur in Deutschland zu erwerben, in allen anderen Ländern ist der Song nur als Download erhältlich. Musik, Text und Produktion des Liedes stammen allesamt vom Grafen, somit ist das Lied eine reine Unheilig-Produktion. Das Lied wurde unter dem Label Four.Rock veröffentlicht.

## Lied
Im Lied geht es um, wie der Titel schon sagt, Freiheit. Der Graf besingt, dass er in der Öffentlichkeit sich nicht so verhalten darf wie er will, er soll/muss sich der restlichen Bevölkerung angleichen um nicht negativ aufzufallen. Anfangs im Text, singt der Graf wie man sich in der Öffentlichkeit zu verhalten hat, am Ende besingt er, wie er sich verhalten will. Das Lied dient zur Anregung, sich so zu verhalten, wie man möchte.

„Wenn du durch die Straßen gehst,

sollst du leise sein.

Wenn du tust wovon du träumst,

sollst du leise sein.

Wenn du siehst woran du glaubst,

sollst du leise sein.

Wenn du sagst was du denkst,

sollst du leise sein.

…

Wenn ich spüre das ich sterbe,

dann will ich leise sein.

Wenn ich fühle das ich lebe,

dann will ich lauter schreien.“

## Musikvideo
Das Musikvideo zu Freiheit ist in zwei Sequenzen geteilt. Einmal ist die Band zu sehen, wie sie live auf einer kleinen Clubbühne ihren Song spielt und dann sind vereinzelt immer kleine Abschnitte zu sehen, in denen der Graf durch die Natur läuft und verschiedene Orte wie z. B. ein großes Kreuz auf einem Berg oder eine Kirche passiert. Am Ende seines Weges trifft er eine Frau, die er umarmt. Das gesamte Video ist in schwarz-weiß gehalten.

## Mitwirkende
- Christoph Termühlen („Licky“): Gitarre
- Der Graf: Gesang, Instrumentierung, Musik, Programmierung, Text
- Henning Verlage: Hintergrundgesang, Keyboard, Programmierung